# The Spy
The Spy – francusko-amerykański internetowy miniserial (dramat szpiegowski) wyprodukowany przez Legende Films, Canal+ oraz Netflix. Wszystkie 6 odcinków zostało udostępnionych 6 września 2019 na platformie Netflix.

## Fabuła
Serial przedstawia historię wywiadowczej działalności Eliego Cohena – agenta izraelskiego Mosadu, który w latach 1962–1965 prowadził ponad trzyletnią misję szpiegowską w Syrii.

## Obsada
- Sacha Baron Cohen jako Eli Cohen / Kamel Amin Tabet
- Hadar Ratzon-Rotem jako Nadia Cohen
- Noah Emmerich jako Dan Peleg
- Moni Moszonow jako Ja’akow Szimoni
- Ja’el Etan jako Maja
- Alona Tal jako Julia Schneider
- Mourad Zaoui jako Benny
- Marc Maurille jako izraelski sierżant
- Waleed Zuaiter jako pułkownik Amin al-Hafiz
- Alexander Siddig jako Ahmad Suwajdani
- Arié Elmaleh jako Michel Aflak
- Hassam Ghancy jako pułkownik Salim Hatum
- Uri Gavriel jako szejk Majid al-Ard
- Nassim Si Ahmed jako Ma’azi Zaher al-Din
- Tim Seyfi jako Muhammad ibn Ladin

## Odcinki
| #  | Tytuł polski (tytuł angielski)                         | Reżyseria   | Scenariusz             | Premiera w Netflix |
| -- | ------------------------------------------------------ | ----------- | ---------------------- | ------------------ |
| 1. | Imigrant (The Immigrant)                               | Gideon Raff | Gideon Raff            | 6 września 2019    |
| 2. | Co słychać w Buenos Aires? (What's New, Buenos Aires?) | Gideon Raff | Gideon Raff            | 6 września 2019    |
| 3. | Sam w Damaszku (Alone in Damascus)                     | Gideon Raff | Gideon Raff            | 6 września 2019    |
| 4. | Rozłąka (The Odd Couples)                              | Gideon Raff | Gideon Raff            | 6 września 2019    |
| 5. | Rybka lubi pływać (Fish Gotta Swim)                    | Gideon Raff | Gideon Raff            | 6 września 2019    |
| 6. | Dom (Home)                                             | Gideon Raff | Gideon Raff, Max Perry | 6 września 2019    |

## Produkcja
Serial był kręcony w Maroku (Rabat, Fez, Al-Kunajtira, Sala), na Węgrzech (Budapeszt) i w Wielkiej Brytanii. Filmowanie w Syrii nie było możliwe z powodu trwającej tam wojny domowej.

## Nominacje do nagród

### Złote Globy
- 2020 – Najlepszy aktor w serialu limitowanym lub filmie telewizyjnym  Sacha Baron Cohen[10]